# Романцев Олег Іванович
Оле́г Іва́нович Рома́нцев (рос. Олег Иванович Романцев, нар. 4 січня 1954, Каверіно, Рязанська область) — радянський футболіст, що грав на позиції захисника. Майстер спорту СРСР міжнародного класу (1980). По завершенні ігрової кар'єри — радянський, а згодом російський, футбольний тренер.
Основна частина як ігрової, так й тренерської кар'єри Романцева пов'язана з московським «Спартаком». На роки керівництва Романцева, зокрема, припав період домінування «Спартака» у футбольній першості Росії в 1990-х та на початку 2000-х. Під його орудою московський клуб вісім разів ставав чемпіоном Росії, що робить Романцева найтитулованішим тренером цієї країни.

## Клубна кар'єра
У дорослому футболі дебютував 1971 року виступами за команду клубу «Автомобіліст» (Красноярськ), в якій провів шість сезонів.
1976 року перейшов до московського «Спартака», за який відіграв наступні вісім сезонів. Більшість часу, проведеного у складі «Спартака», був основним гравцем захисту команди. Завершив кар'єру футболіста виступами за столичну команду в 1983 році.

## Виступи за збірну
1980 року провів шість матчів за олімпійську збірну СРСР, був учасником футбольного турніру тогорічних Олімпійських ігор, за результатами якого радянські футболісти вибороли олімпійську бронзу.
Того ж року дебютував в офіційних матчах у складі головної збірної СРСР. Протягом кар'єри у національній команді, яка тривала усього 3 роки, провів у її формі 9 матчів. У складі збірної був учасником чемпіонату світу 1982 року в Іспанії.

## Кар'єра тренера
Розпочав тренерську кар'єру невдовзі по завершенні кар'єри гравця, 1984 року, очоливши тренерський штаб московського клубу «Червона Пресня». Згодом, у 1988, був головним тренером «Спартака» (Орджонікідзе).
1989 року повернувся до московського «Спартака», ставши головним тренером його основної команди. Працював зі «спартаківцями» незмінно до 2003 року, за виключенням частини 1996 року, коли команду очолював Георгій Ярцев. Паралельно з середини 1990-х був президентом клубу. В умовах обмеженої конкуренції в чемпіонаті Росії того часу реалізовув у «Спартаку» атакувальну тактику з мінімумом уваги захисним діям, яка, втім, дозволила команді практично незмінно ставати чемпіоном країни (9 титулів протягом 1992—2001 років).
Протягом 1994—1996 та 1998—2002 років одночасно з роботою в «Спартаку» очолював тренерський штаб національної збірної Росії. Вивів команду до фінальної частини чемпіонату Європи 1996 року в Англії, де росіяни програли усі матчі групового етапу, після чого Романцев залишив збірну. Повернувся до національної команди наприкінці 1998 року, маючи завдання кваліфікуватися до участі у фінальній частині чемпіонату Європи 2000 року, незважаючи на три поразки у трьох перших матчах відбору. Цього разу завдання виконано не було, хоча збірна Росії зберігала шанси на вихід із групи до останнього туру групового турніру, в якому у вирішальному матчі не змогла подолати збірну України. Романцев залишився у керма національної команди і вивів її до фінальної частини чемпіонату світу 2002 року. На полях Японії виступ росіян був невдалим — поразки від співгосподарів турніру японців та збірної Бельгії не дозволили їм подолати груповий етап змагання, і Романцева було звільнено з тренерського штабу збірної, після чого він остаточно зосередився на клубній роботі.
Після уходу з московського «Спартака» у 2003—2004 тренував «Сатурн» (Раменське), з яким успіхів досягнути не зміг.
Наразі останнім місцем тренерської роботи був клуб «Динамо» (Москва), команду якого Олег Романцев очолював як головний тренер до 2005 року. Відтоді футбольних команд не очолював, хоча протягом 2009—2012 років знову працював у московському «Спартаку», цього разу як тренер-консультант.

## Досягнення

### Як гравця
- Бронзовий олімпійський призер (1):

1980
- Чемпіон СРСР (1):

«Спартак» (Москва): 1979

### Як тренера
- Чемпіон СРСР (1):

«Спартак» (Москва): 1989
- Чемпіон Росії (8):

«Спартак» (Москва): 1992, 1993, 1994, 1997, 1998, 1999, 2000, 2001
- Володар Кубка СРСР (1):

«Спартак» (Москва): 1991/92
- Володар Кубка Росії (3):

«Спартак» (Москва): 1993/94, 1997/98, 2002/03